# Agraelus
Agraelus, vlastním jménem Vojtěch Fišar (* 18. října 1996 Turnov), je český streamer a youtuber, jeden z čelných českých představitelů vysílajících na platformě Twitch.tv. Na serveru YouTube vlastní kanál Agraelus, dříve Agraelovo Let's Play Šílenství, Agraelus reakce a Agraelovo stream šílenství a na serveru Twitch vlastní kanál Agraelus.

## Činnost
Na YouTube figuroval od roku 2010 se specializací na tvorbu záznamu počítačových her (takzvaných let's playů). Působí také na serveru Twitch.tv, na němž má v českých končinách největší počet předplatitelů. Finanční příjem se podle Fišarových slov z prosince roku 2019 pohyboval kolem půl milionu korun měsíčně.
Na serveru YouTube se pohybuje na 27. místě mezi českými youtubery, na serveru Twitch jej sleduje více než 600 000 lidí. V roce 2015 byl magazínem Forbes zařazen mezi „77 nejvlivnějších Čechů na sociálních sítích“. Do výběru se opět dostal v roce 2016 i v roce 2017, pokaždé s vyšším umístěním. V únoru 2020 ho redaktor Honza Srp označil jako představitele internetové herní komunity, kterého znají i lidé, již nikdy žádnou videohru nehráli. V roce 2021 ho Forbes umístil na druhé místo v žebříčku 10 nejlépe placených youtuberů Česka s odhadovaným ročním příjmem 13 mil. korun.
V červnu 2024 se stal ambasadorem fotbalového klubu FC Slovan Liberec pro sezonu 2024/2025.

### Charitativní činnost
Agraelus je také známý svou charitativní činností. Několikrát se účastnil charitativního streamu PlayStation Česká republika společně s dalšími osobnostmi.
Sám také organizoval charitativní streamy pro útulek Dogpoint nebo spolek Teplické kočky, na kterých se vybraly částky přesahující 200 000 Kč.
Dne 27. září 2020 se konal charitativní stream, kde spolu s herním vývojářem Danielem Vávrou u hry Mafia: Definitive Edition na charitu Dejme dětem šanci vybral částku 770 000 Kč. Tímto streamem také stanovil český rekord platformy Twitch pro nejsledovanější stream, na který se dle serveru TwitchTracker dívalo v jednu chvíli více než 54 000 diváků, čímž překonal předchozí rekord 28 tisíc diváků, který sám stanovil o několik dní dříve, taktéž u hry Mafia: Definitive Edition.
Dalším charitativním streamem byl ten z 20. listopadu 2021. Tentokrát se vybíralo na charitu Dejme dětem šanci. Stream trval 14 hodin, během kterých se v časových intervalech vystřídala největší jména českého Twitche, jako jsou CzechCloud, Herdyn nebo Artix. Celý stream poté uzavíral sám Agraelus společně s Danielem Vávrou. Během streamu se vybralo přes 1,5 milionu korun.
Dne 15. dubna 2023 se konal další charitativní stream Agraelus uskutečnil společně s e-sportovým týmem SINNERS Esports a Kauflandem. Během 8hodinového streamu, který moderoval Agraelus společně s Martinem Mikyskou, se podařilo vybrat přes 1 milion korun na nadační fond Ježíškova vnoučata. Streamu se mimo jiné účastnil i rapper Viktor Sheen.
Charitativní stream, který se uskutečnil 15. prosince 2023, se vybíralo na charitu Twisten Foundation, vybralo se přes 3 miliony korun a celý stream zastřešovala Sazka. Stream se původně měl již tradičně odehrát na Agraelově Twitch kanále, na něj ale dostal ban, a stream se tak přesunul na YouTube kanál Duklocka, se kterým celý stream Agraelus moderoval. Streamu se účastnily osobnosti jako Viktor Sheen, FattyPillow anebo HaiseT.
Charitativní stream, který proběhl 22. prosince 2023 byl uskutečněn spontánně jako reakce na střelbu na FFUK. Na začátku streamu Agraelus oznámil, že veškeré finanční příspěvky, které diváci během streamu pošlou, odešle na Linku bezpečí. Za večer vybral 300 000 korun.
Zatím nejúspěšnější charitativní stream se uskutečnil 23. února 2025 s Danielem Vávrou, na kterém se vybralo přes 3 miliony korun. Všechny peníze byly rovnoměrně rozděleny mezi tři charitativní organizace Dejme dětem šanci, Cesta z krize a Sanitka splněných snů.

## Identita
Dlouhodobě svou pravou identitu utajoval pod maskou. Odhalil ji 3. března 2018 na svém kanálu na serveru Twitch, kde uvedl své pravé jméno i přibližný věk a bydliště. Několikrát ve své tvorbě zmiňoval, že po úrazu z mládí je zcela hluchý na levé ucho.